# St-Yves (Vannes)

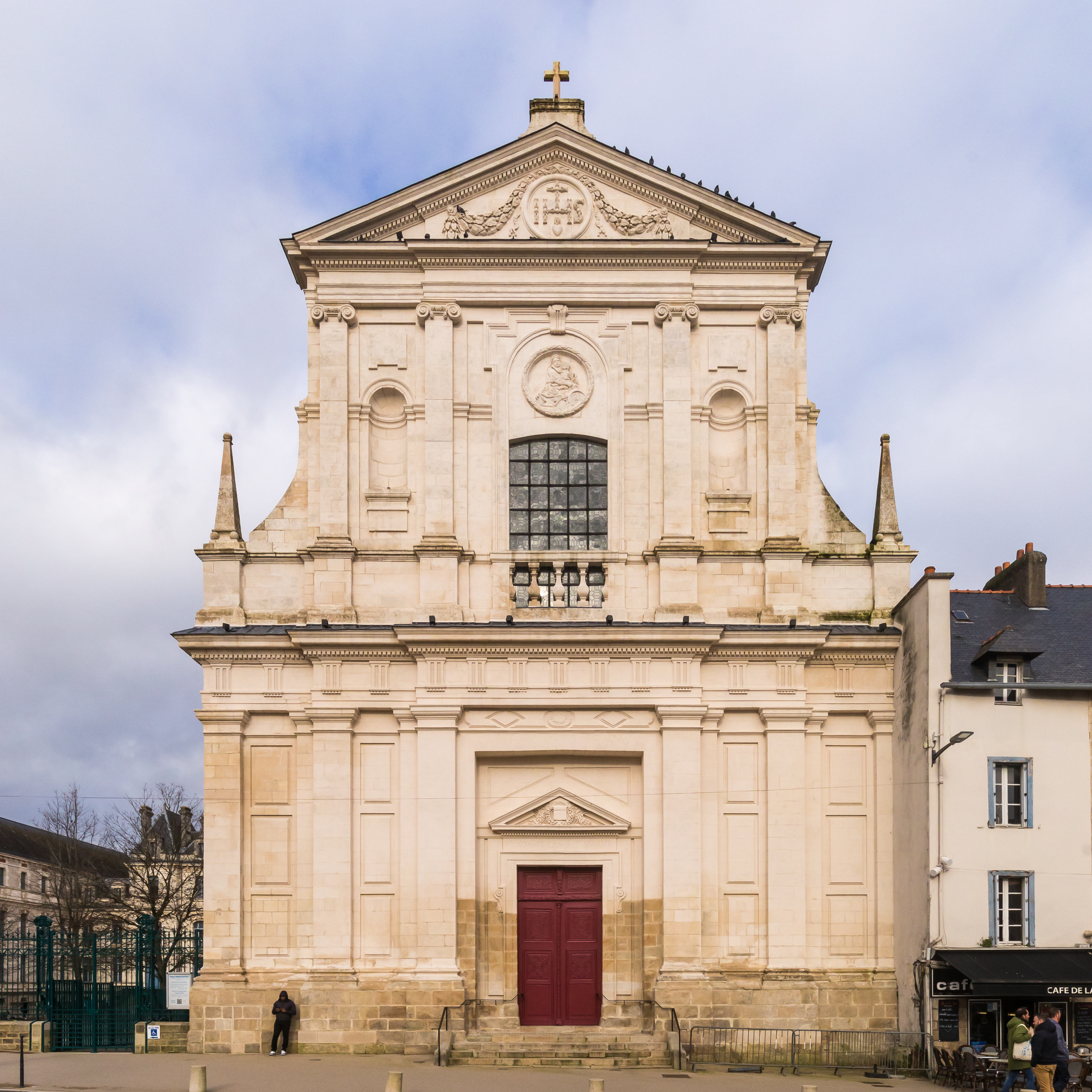
Kapelle St-Yves

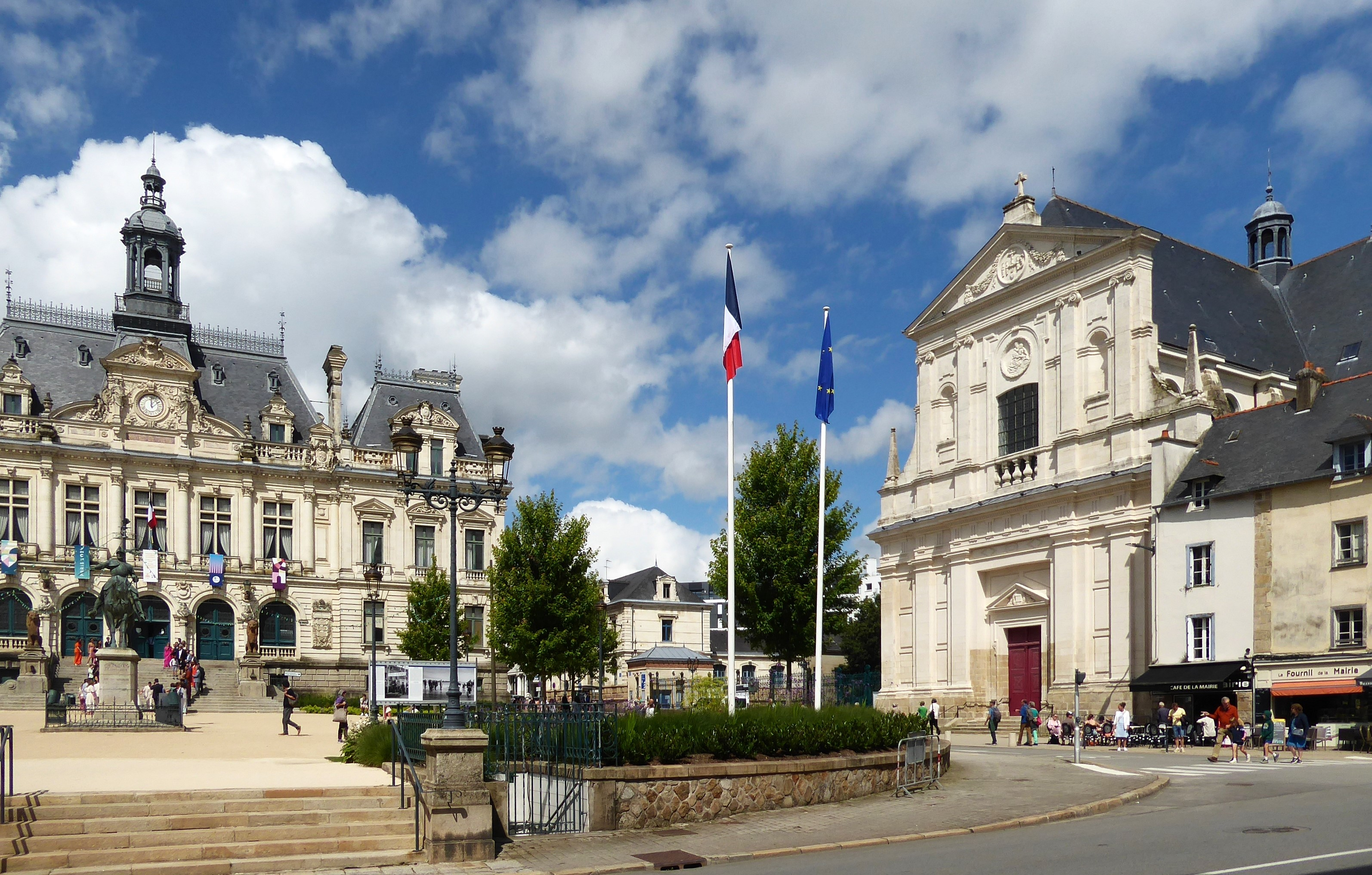
Die Lage der Kapelle St-Yves am Place Maurice-Marchais neben dem Hôtel de Ville

St-Yves ist eine römisch-katholische Kapelle in der französischen Gemeinde Vannes in der Bretagne. Sie steht unter dem Patronat des heiligen Ivo von Kermatin.

## Heutiger Zustand
Die Kapelle St-Yves wird zurzeit einer vollständigen Restaurierung unterzogen und ist für die Öffentlichkeit deshalb geschlossen. Sie befindet sich am Place Maurice-Marchais, direkt neben der ehemaligen Jesuitenschule Jules-Simon und in der Nähe des Rathauses.

## Geschichte

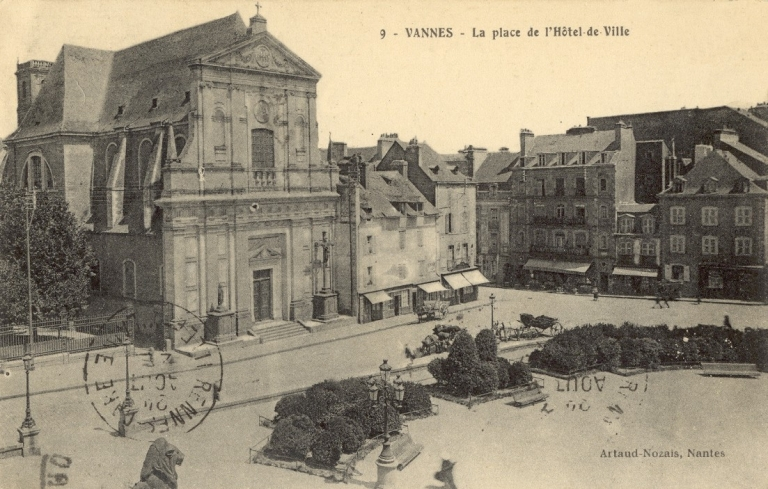
Kapelle und der Place Maurice-Marchais um 1920

Das erste katholische Kolleg von Vannes, zu dem bereits eine Kapelle gehörte, wurde 1577 gebaut und 1629/1630 von den Jesuiten übernommen. Die Kapelle wurde 1616 restauriert und zwischen 1661 und 1685 nach Plänen des Jesuiten-Architekten Charles Turmel umgebaut. Finanziert wurde das Projekt von Catherine de Francheville, die in Vannes auch einen Schwesternorden und ein Ruheheim für Frauen gründete. Der Grundstein für den Neubau wurde am 27. September 1661 von Guillaume Bigarré gelegt. Der aus Nantes stammende Architekt Mathurin Bussionère gestaltete das Gewölbe der Kapelle. Die nach Vorbild des italienischen Barock im Jesuitenstil gestaltete Fassade wurde 1678 vom Architekten Jean Caillot aus Vannes fertiggestellt. Die Konstruktion der Kapelle fällt in eine Zeit, als es in der Stadt zur Einrichtung zahlreicher kirchlicher Gemeinden und zum Bau wichtiger religiöser Bauwerke, wie etwa Klöster, Ruheheime oder Kapellen kam.
Die Kapelle ist seit dem 25. Januar 1929 als historisches Denkmal (Monument historique) registriert.

## Architektur
Die aus weißem Stein errichtete Kapelle steht auf einem Sockel aus Granit. Das zweigeschossige Gebäude schmückt ein hoher Frontgiebel, auf dem das Jesuitenmonogramm IHS (Jesus Hominum Salvator) eingraviert ist. Die einfache Raumarchitektur der Kapelle umfasst nur ein einziges Schiff und einen kleinen Chor. Die Mäzenin Catherine de Franceville ließ den Türsturz des Eingangsportals mit den Worten Fundavit eam Altissimus („Es war der Allmächtige, der diese Kapelle gegründet hat.“) beschriften. Der Gouverneur der historischen Landschaft Vannetais, Claude de Lannion, spendete im Jahr 1684 dreitausend Livres für die Anfertigung eines Retabels vom Altarkünstler Jean Boffrand aus Nantes. Der zentrale Teil mit schwarzen Marmorsäulen und korinthischen Kapitellen wird von zwei seitlichen Flügeln flankiert, in denen Nischen für zwei Statuen eingelassen sind. Das Altarbild in der Mitte ist dem heiliggesprochenen Jesuitengründer Ignatius von Loyola geweiht.